# Seydou Diarra (Politiker)

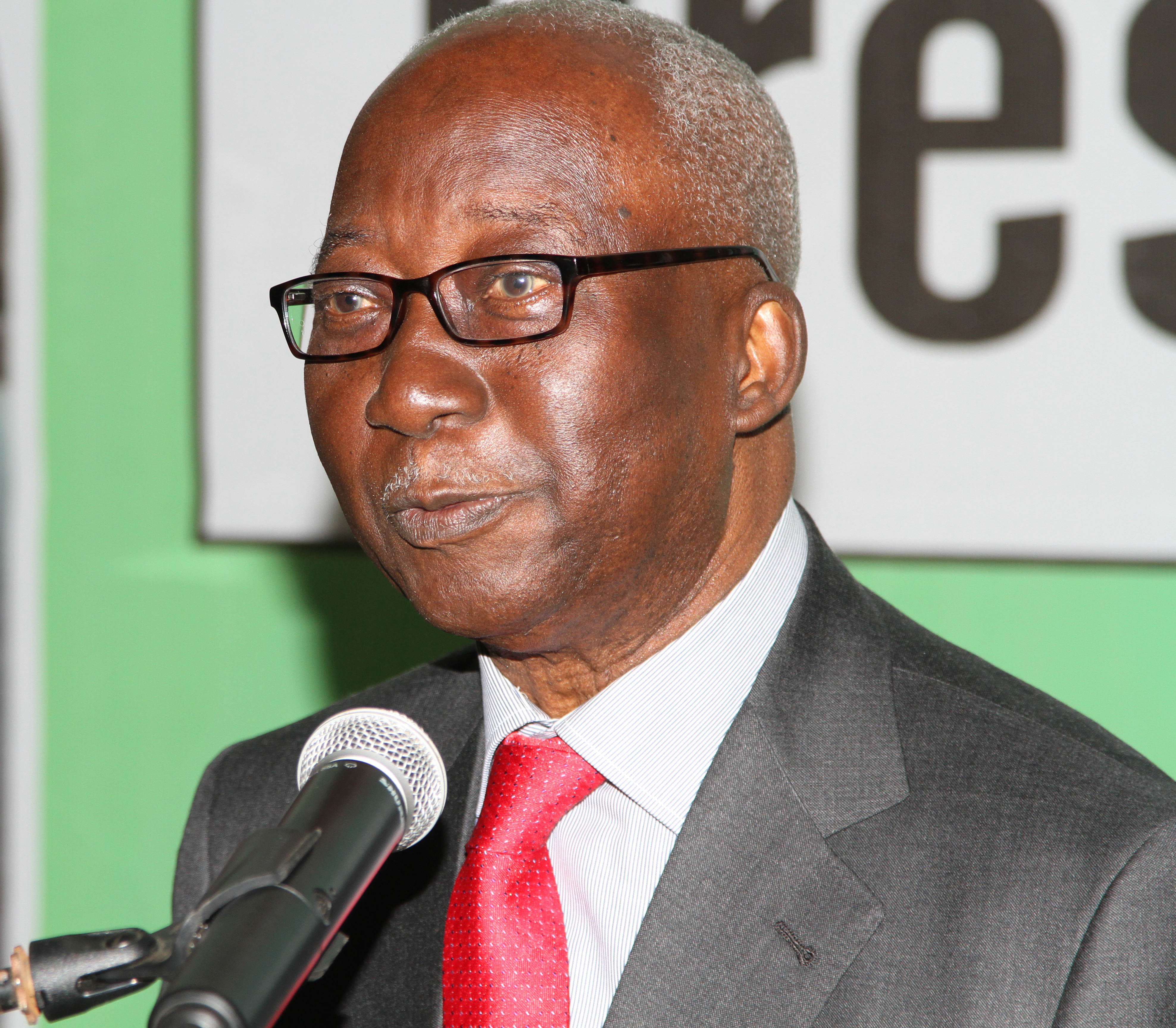
Seydou Diarra, 2015

Seydou Elimane Diarra (* 23. November 1933 in Katiola; † 19. Juli 2020 in Abidjan) war ein ivorischer Politiker und zweimaliger Premierminister der Elfenbeinküste.

## Leben
Diarra war zunächst von Mai bis Oktober 2000 unter Robert Guéï Premierminister. Er wurde im Rahmen einer Vereinbarung zur Beendigung des Bürgerkriegs (2002–2003) im Februar 2003 zum Premierminister der Übergangsregierung ernannt, da er als eine neutrale Person angesehen wurde. Viele Befürworter des Präsidenten Laurent Gbagbo warfen ihm allerdings vor, nicht energisch genug gegen die Rebellen vorgegangen zu sein, nachdem diese eine vereinbarte Entwaffnung abgelehnt hatten, und verlangten im Oktober 2004 seine Entlassung.
Am 5. Dezember 2005 verkündeten Unterhändler der Afrikanischen Union, dass Diarra ab dem 7. Dezember durch Charles Konan Banny ersetzt werde.
Diarra starb am 19. Juli 2020 in Abidjan.